# Escola Pública de Gibraltar
A Escola Pública de Gibraltar, também conhecida como Comité da Escola Pública, era uma escola do governo localizada na Flat Bastion Road, em Gibraltar. A escola foi fundada em 1832 e fechada em 1897.

## História
Gibraltar tornou-se uma colónia da Coroa em 1830 e, embora a língua oficial fosse o inglês, as crianças eram ensinadas principalmente em espanhol. Em 1832, o então governador de Gibraltar, George Don, providenciou a inauguração de uma nova escola em Flat Bastion Road. Esta escola foi inaugurada no mesmo ano em que o metodista Dr. William Harris Rule estabeleceu outra nova escola em Gibraltar. A diversidade na oferta e na qualidade da educação surgiu a partir dos debates políticos sobre o uso do inglês e a escolha da religião e denominação. 181 meninos e 99 meninas compareceram em 1833. Em 1835, havia seis escolas particulares em Gibraltar. A escola foi fechada em 1897.